# حوطة سدير
حوطه سدير  هي مدينة ومركز من فئة (أ) تقع في محافظة المجمعة، والتابعة لمنطقة الرياض في السعودية. وتبعد حوطة سدير عن محافظة المجمعة بمسافة تقارب (50) كم. تقع في وسط وادي سدير الذي يزيد طوله عن 40 كم تقريبا، وهي مدينة تجارية بحكم وقوعها وسط مدن وقرى منها عشيرة سدير، روضة سدير وجلاجل، وعودة سدير وباقي قرى منطقة سدير. ولوجود جميع الدوائر الحكومية بها مما جعلها تزدحم بالسكان وجعل الجميع يرتادها لقضاء حوائجهم، ويرجع تاريخ نشأتها إلى ماقبل سنة 1076هـ.

## التسمية
الحوطة اسم مشتق من الحائط. وقد ذكر الهمداني في كتابه «صفة جزيرة العرب» قبل مايزيد عن 1000 عام حيث يقول «ثم تصعد في بطن الفقي فترد الحائط وهي منازل بني العنبر وهي قريه عظيمه وفيها سوق» بني العنبر بن عمرو من بني تميم.

## الموقع
تقع مدينة حوطة سدير على بعد 110 كم من الناحية الشمالية من مدينة الرياض، وتقع على خط دائري عرض 25 درجة و25 دقيقة وعلى خط طول 40 درجة و45 دقيقة. وهي عبارة عن مدينة زراعية تتخللها مزارع وادي سدير الذي يزيد طوله عن 40 كم، ويعمل السكان بالزراعة والتجارة ومعظم سكانها يعملون بالقطاع الحكومي.

## المعالم الأثرية
- المرقب ويقع في أعلى مكان ومنه يشرف المواطنون على الأماكن المحيطة ليأمنوا مكر الأعداء.
- قارة بن عمار.
- قارة بنو العنبر من تميم.
- جبل أبو قاطور وسمي بذلك لأن الماء يقطر منه بصفة مستمرة
- جبل أبا القلمان ويخرج منه الماء من بين الصخور وبه ثلاث فترات يجتمع فيه الماء
- جبل أبوطلحة
- الجبل الأسود
- سد العنانية
- العذب
- الجوفا
- وراط
- سد الأمالح

## مرصد جامعة المجمعة الفلكي
يقع في حوطة سدير مرصد جامعة المجمعة الفلكي ويختص بإعداد التقارير الخاصة بظروف رصد الأهلة لكل شهر، وإعلان رؤية هلال شهر رمضان، وتم اختيار مدينة حوطة سدير لرصد وترائي الأهلة من قبل فريق علمي متخصص من أساتذة الفلك بجامعة الملك سعود قديماً، والذين أمضوا ما يقارب من 6 أشهر، حتى أجمعوا على تحديد موقع يقع جنوب غرب مدينة حوطة سدير كأفضل موقع للترائي، ومتابعة حركة الأجرام السماوية والمجموعات النجمية. ساعد على ذلك وقوع المدينة بأرض جبلية صخرية نادرا ما تثيرها الرياح، وارتفاع يتراوح ما بين 780 إلى 930 متراً عن سطح البحر، وابتعادها عن مناطق التلوث الصناعي والبيئي. إلى جانب ذلك يختص المرصد بإجراء الحسابات الفلكية، والتقاويم الهجرية، واتجاه القبلة، وإمساكية رمضان وغيرها.

## نطاق خدمات بلدية حوطة سدير
تخدم البلدية مدينة حوطة سدير والقرى التابعة لها وهي عشيرة سدير، الخطامة، العطار، عودة سدير، الجنيفي، جنوبية سدير والحصون بسدير.